# Yama (Niger)
Yama (auch: Yaama, Yamma) ist ein Dorf in der Landgemeinde Badaguichiri in Niger.

## Geographie
Das von einem traditionellen Ortsvorsteher (chef traditionnel) geleitete Dorf liegt rund 22 Kilometer südöstlich von Badaguichiri, dem Hauptort der gleichnamigen Landgemeinde, die zum Departement Illéla in der Region Tahoua gehört. Größere Dörfer in der Umgebung sind Dindi im Nordosten, Toubout im Osten sowie Dabnou und Tchouroutt im Südwesten.
Das Ortsbild ist von althergebrachten Einzelhöfen und großen runden Getreidespeichern aus Lehm geprägt. In der Gegend um Yama herrscht eine karge Vegetation vor, nur direkt nördlich des Dorfs verläuft ein vergleichsweise fruchtbares Trockental. Die Hauptstraße von Yama setzt sich Richtung Westen in einer unbefestigten Landstraße fort, über die man nach etwa einer halben Stunde die Fernstraße N29 zwischen Tahoua und Tsernaoua erreicht.

## Bevölkerung
Bei der Volkszählung 2012 hatte Yama 7351 Einwohner, die in 1282 Haushalten lebten. Bei der Volkszählung 2001 betrug die Einwohnerzahl 3395 in 531 Haushalten und bei der Volkszählung 1988 belief sich die Einwohnerzahl auf 3379 in 590 Haushalten.

## Kultur und Sehenswürdigkeiten
Der Mittelpunkt des Dorflebens liegt um die architektonisch bedeutende, vom ortsansässigen Architekten Falké Barmou erbaute Große Moschee von Yama. Hier, im alten Ortszentrum, befindet sich auch der Sitz des traditionellen Ortsvorstehers.

## Wirtschaft und Infrastruktur
Im Dorf wird ein Wochenmarkt abgehalten. Der Markttag ist Donnerstag. Rund um die Große Moschee gibt es mehrere kleine Geschäfte. Mit einem Centre de Santé Intégré (CSI) ist ein Gesundheitszentrum im Ort vorhanden. Es gibt eine Schule.